# Сарі (одяг)

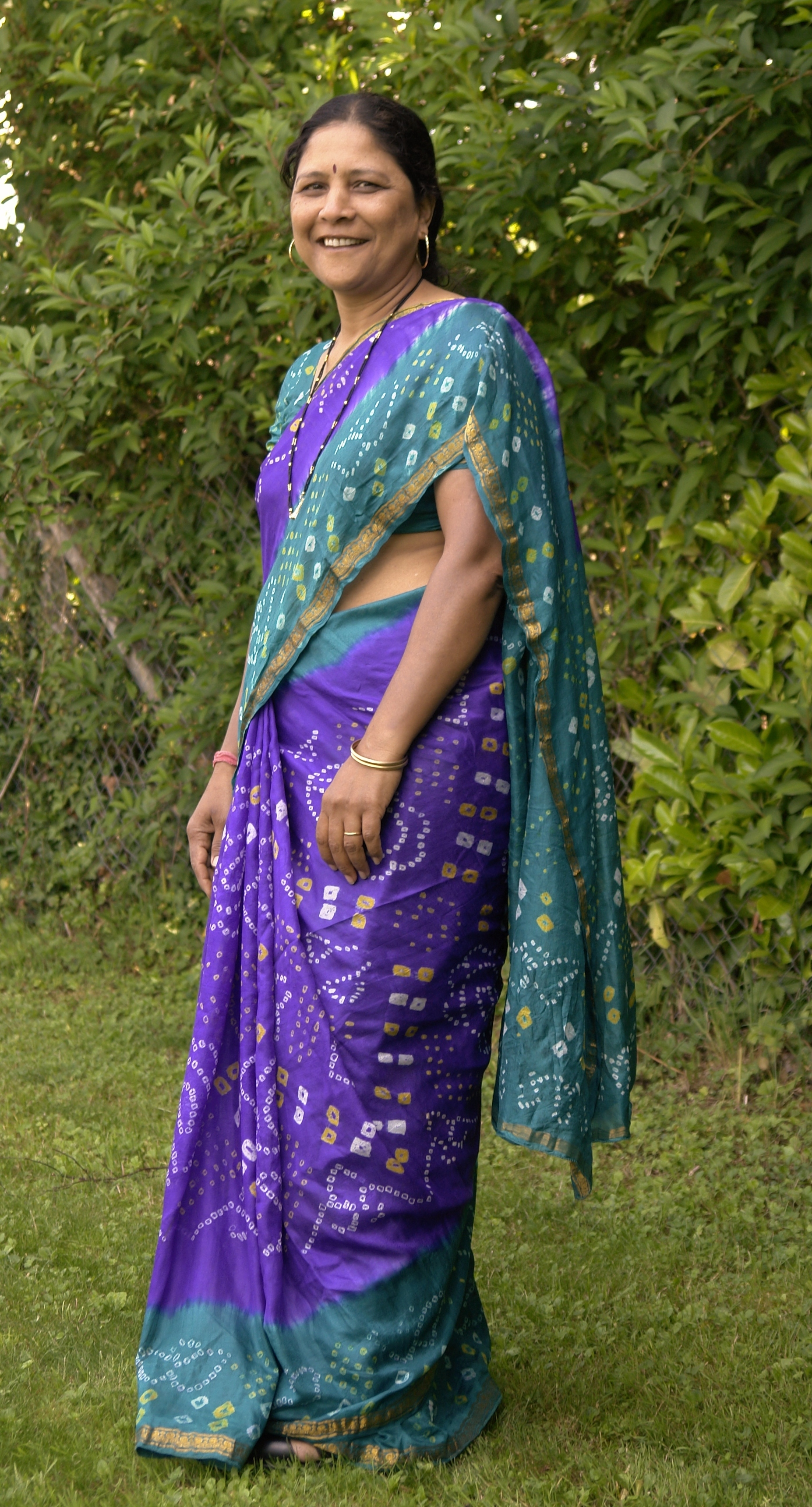
Жінка, одягнена в сарі

Сарі — традиційний жіночий одяг у Південній Азії у вигляді шматка тканини довжиною від 4,1 до 8,2 м і шириною до 1,2 м, особливим чином обернутого навколо тіла. Носиться сарі з блузою, відомою як чолі або равіка, і нижньою спідницею (павада/павадаї на півдні і шайя на сході). Найпоширеніший стиль носіння сарі — ніві, коли один кінець двічі обертається навколо стегон, драпіруючи ноги, а верхній край зміцнюється на тугому поясочку нижньої спідниці і потім перекидається через одне плече. На вулиці жінки зазвичай накидають вільний кінець сарі (паллу) на голову, як шаль. Традиційно матеріал, з якого вироблялося сарі, залежав від соціального і матеріального положення жінки, але сам спосіб носити його був єдиним для даної місцевості.

## Історія
Перші сліди сарі, виявлені в долині Інду, датуються 100 р. до н. е., проте в текстах воно згадується між 2800 і 1800 рр. до н. е. В індійських легендах тканина втілює створення Всесвіту. «Сутра» (нитка) є основою, а «сутрадхара» (ткач) — творцем або творцем Усесвіту. Слово сарі походить від санскритського саті, що означає «тканина», «смуга тканини», яке походить від пракритського слова саттіка.